# Randa Kassis
Randa Kassis, ar. رندة قسيس (ur. 8 października 1970 w Damaszku) – franko-syryjska polityczka i wiodąca postać opozycji wobec Baszara al-Asad. Jest założycielką i przewodniczącą Ruchu na rzecz Społeczeństwa Pluralistycznego oraz przewodniczącą Platformy Astańskiej. Do sierpnia 2012 była członkinią Syryjskiej Rady Narodowej.

## Życiorys
W młodości Randa Kassis odmówiła wstąpienia do dominującej partii Partii Baas, w czym poparł ją ojciec. Później zaczęła dostrzegać brak zmian politycznych, kulturowych i społecznych w Syrii. Według niej wynikało to po części z akceptacji i rezygnacji narodu syryjskiego.
W 2010 Kassis odegrała kluczową rolę w komentowaniu i pisaniu o rewolucji w Tunezji. Gdy arabska wiosna nabrała rozpędu, zainspirowało ją to do powrotu do syryjskiego życia politycznego i utworzenia w październiku 2012 Ruchu na rzecz Społeczeństwa Pluralistycznego.
Kassis nie jest już członkinią Syryjskiej Rady Narodowej. Została z niej wykluczona z powodu wielu deklaracji ostrzegających syryjską opozycję o pojawieniu się muzułmańskich fundamentalistów.
Randa Kassis zainicjowała powstanie platformy Astana w 2015 po tym, jak zwróciła się do prezydenta Kazachstanu z prośbą o stworzenie platformy, która mogłaby gromadzić umiarkowanych opozycjonistów syryjskich. Pierwszą rundę platformy Astana poprowadził ambasador Kazachstanu Bagdad Amreyev, a sesji otwierającej przewodniczył minister spraw zagranicznych Kazachstanu Jerłan Ydyrysow. Drugą rundę poprowadził Fabien Baussart przewodniczący Centrum Spraw Politycznych i Zagranicznych (CPFA).
Randa Kassis uczestniczyła w rozmowach pokojowych w Genewie w 2016 pod sztandarem grup Moskwa/Astana. Wraz z Qadrim Jamilem pełniła funkcję współprzewodniczącej świeckiej delegacji syryjskiej i demokratycznej opozycji. Była krytykowana przez innych członków opozycji za opowiadanie się za transformacją polityczną we współpracy z reżimem Baszara al-Assada oraz za poparcie dla rosyjskiej interwencji w wojnę domową.
30 stycznia 2018 Randa Kassis wraz z innymi członkami platformy Astana, uczestniczyła w Syryjskim Kongresie Narodowym jako przewodnicząca platformy. Kassis podkreśliła znaczenie utworzenia komitetu konstytucyjnego dla ułatwienia wdrażania działań pokojowych w Syrii, którego powstanie zostało zaproponowane przez Rosję.

## Wybrane publikacje
- Crypts of the Gods, Randa Kassis, Editions E-Kutub, 2013 (EN)[20]
- Le Chaos Syrien, printemps arabes et minorités face à l'islamisme, Randa Kassis and Alexandre del Valle, Editions Dhow, 2014 (FR)[21]
- Comprendre le chaos syrien, des révolutions arabes au jihad mondial, L'Artilleur, coll. Toucan essais, 2016 (FR)[22]
- La Syrie et le Retour de la Russie, Editions des Syrtes, 2018 (FR)[23]